# Chersotis espunensis
Chersotis espunensis là một loài bướm đêm trong họ Noctuidae.